# 세르비아-우크라이나 관계
세르비아-우크라이나 관계(세르비아어: Односи Србије и Украјине, 우크라이나어: Українсько-сербські відносини) 세르비아와 우크라이나의 관계를 말한다.

## 상세
두 국가는 슬라브 민족으로 구성된 국가이며, 그리스 교회를 믿는 등 문화적인 공통점이 있다.

### 대러시아 관계
우크라이나는 홀로도모르, 러시아의 크림반도 합병, 러시아-우크라이나 전쟁으로 인해서 러시아와 관계가 더 이상 악화될 수 없는 상황에 다다랐다. 그러나 세르비아는 대표적인 친러시아 성향 국가이며, 러시아와 우크라이나 간 전쟁에서 러시아에 대한 경제 제재에 동참하지 않고, 러시아로부터 자원을 수입하고 있다.

## 같이 보기
- 세르비아의 대외 관계
- 우크라이나의 대외 관계